# Julio Quesada Guilabert
Julio Quesada Guilabert (Madrid; 9 de diciembre de 1918- ibíd. 13 de junio de 2009) fue un pintor español especializado en la pintura con acuarela considerado como uno de los mejores acuarelistas del siglo XX.

## Vida y obra
Julio Quesada Guilabert nació en Madrid el 9 de diciembre de 1918, en la Calle del León. Era el pequeño de diecisiete hermanos, sus padres; José Quesada Guilabert y Carmen Guilabert Ramos, procedían de Crevillente (Alicante), localidad a la cual estuvo ligado durante toda su vida y de la cual su abuelo, José Guilabert Asencio llegó a ser alcalde.

Julio Quesada ingresó a los 9 años a la Escuela de Artes y Oficios de la Calle Marqués de Cubas en la cual fue alumno del pintor D. Ramón Pulido. A los 10 años ganó el Primer Premio de Dibujo de la Segunda Sección de la Escuela de Artes y Oficios, eso le dio opción de concurrir al Premio Extraordinario de la Primera Sección que también terminó ganando, siendo la consagración del artista por ser uno de los premios más importantes de las Escuelas de Artes de Madrid.

A los 12 años recibe una notificación del recién nombrado presidente de la República Niceto Alcalá Zamora, el cual le encargó un retrato quedando tan asombrado de la calidad artística del pequeño Julio que en aquellos momentos le encarga a Jacinto Higueras hacerse cargo de la enseñanza del joven Julio, el cual ingresa en la Escuela de Bellas Artes de San Fernando y en la Escuela Oficial de Cerámica donde Jacinto mantiene al día de los avances del artista al Presidente de la República. 
Julio Quesada siempre contaba de su niñez:

Sin levantar la línea, hacía unos dibujos sin levantar el lápiz del papel de una continuidad y una seriedad que me sorprendían. Fue a los 12 años cuando supe que Picasso existía y que hacía ese tipo de dibujos. Me sorprendió, porque eso es lo que hacía yo de niño.

Recibió una beca y fue pensionado por la Escuela Oficial de Cerámica, empezó participando todos los años en los cursos de verano, viajando por toda España. 
Ya con 17 años, en una visita del General Francisco Franco a la escuela, asombrado por la calidad del artista, ordenó al alcalde que con permiso del autor, le organizara una exposición que tendría lugar el 14 de noviembre de 1936 y que por decisión de Julio tendría fines caritativos. Esta sería la primera del joven Julio a la cual acudieron Carmen Polo junto a su hija Carmen Franco, el general Millán Astray y el general Cabanellas entre otros.

Julio Quesada contrajo matrimonio el 14 de octubre de 1943 con María del Carmen Becerro de Bengoa, nieta de D. Ricardo Becerro de Bengoa, un reconocido político de la época.
Después de la Guerra Civil, ocupa una plaza de dibujante en el Instituto Forestal de Montes, realizando trabajos para el Ministerio de Agricultura, lo que le llevó a visitar lugares como La Alberca para realizar estudios sobre la flora de la zona. Más tarde terminó siendo destinado a Marruecos con el encargo de proyectar planos topográficos.
Al regresar a España, ingresa como profesor en la Escuela Oficial de Cerámica, donde años después ocuparía la cátedra de enseñanza media en dicha escuela hasta su jubilación.
Su primera exposición fue en Salamanca en noviembre de 1936 y posteriormente tendría exposiciones en Madrid (1943), Galería Cano de Madrid (1946) y más tarde en Barcelona, Bilbao, Valencia, León, Crevillente, Elche, Almagro, Ciudad Real, entre otras, siendo la última en el Museo de Bellas Artes Gravina de Alicante (2004).

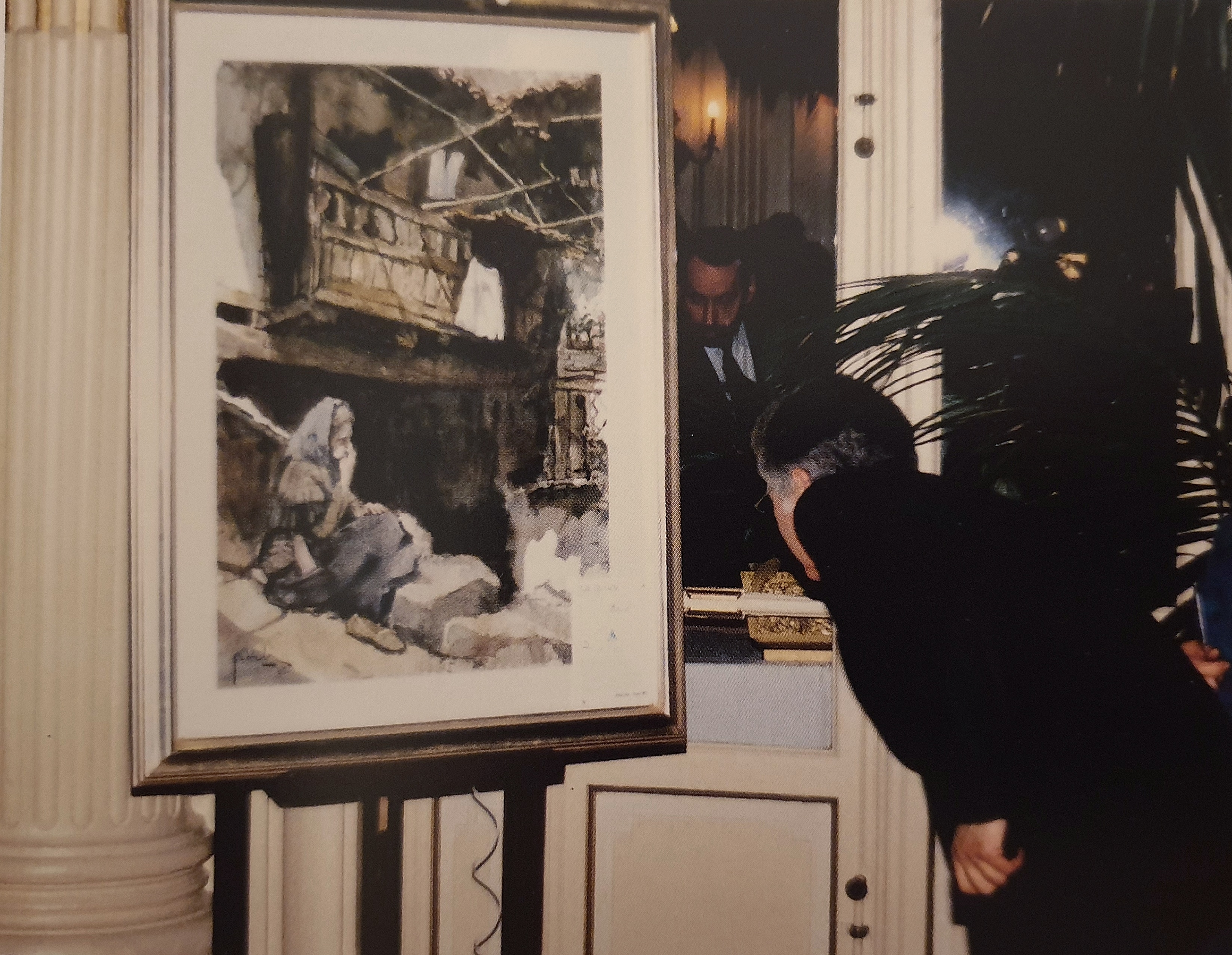
"Dolor de Ausencia" en la exposición "Los 10 mejores acuarelistas de Europa", Bruselas 1987

El 18 de marzo de 1987 se realizó en Bruselas una exposición con los 10 mejores acuarelistas de Europa, Julio Quesada fue el elegido para representar a España. En la exposición, su obra “Dolor de Ausencia” causó tanta expectación que hubo que situar la obra en una habitación separada de las demás, al término de esta exposición todos los artistas realizaron un homenaje al artista español reconociendo su gran calidad artística.

El 29 de noviembre de 1990, la reconocida Editorial Parramón lanzó el libro “Pintando paisajes a la acuarela” el cual habla de la figura del acuarelista del momento, Julio Quesada y cómo realiza la técnica en sus acuarelas. Cabe decir que el libro se distribuyó a nivel internacional, fue traducido en más de 4 idiomas y es considerado uno de los mejores y más vendidos libros sobre acuarela. Más tarde, en 1994 el artista Julio Quesada realizó una acuarela en la que se mostraba la Santa Faz de Cristo que le fue entregada el día 17 de agosto a S.S. el Papa Juan Pablo II.

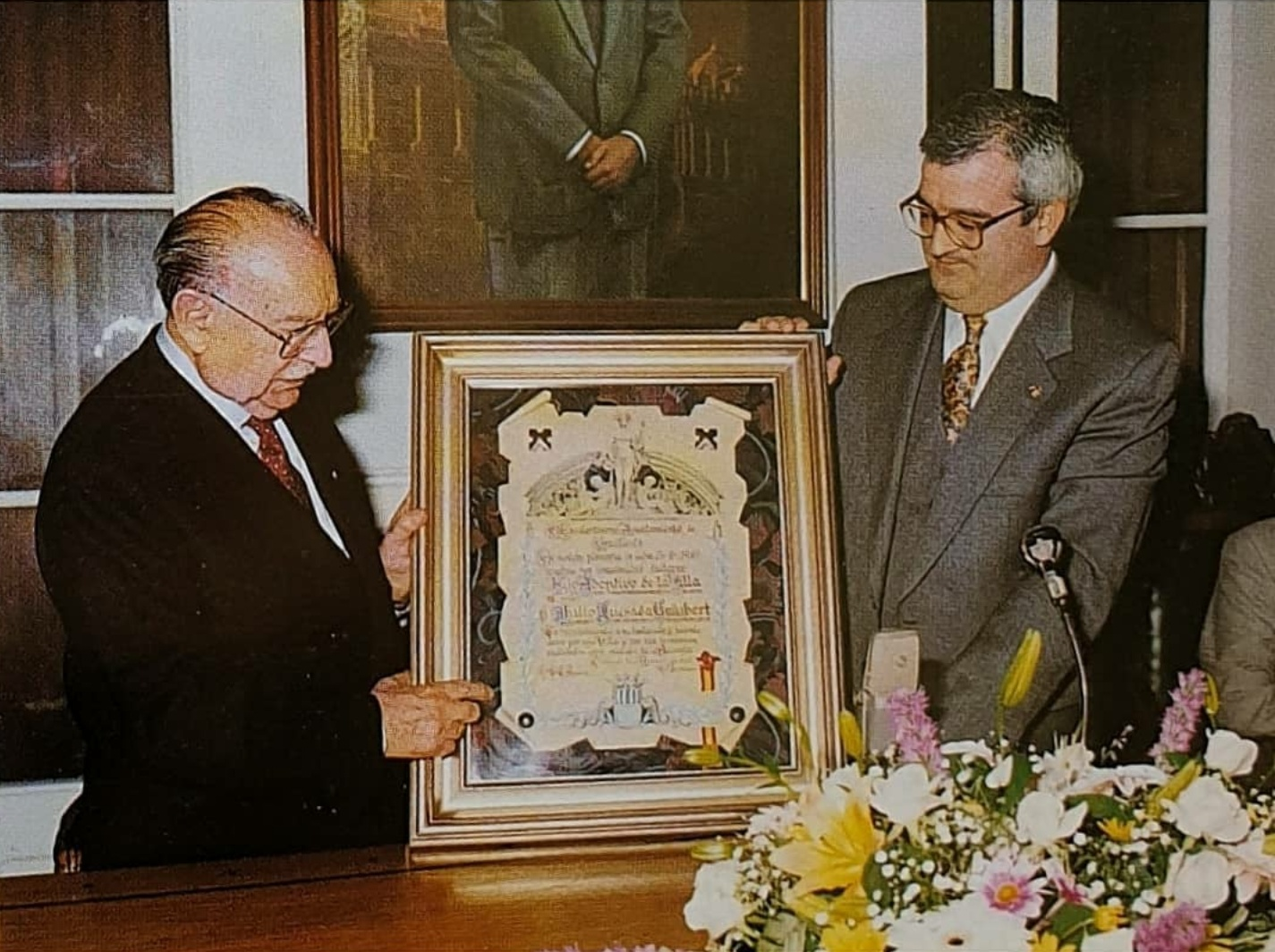
Entrega título hijo adoptivo a Julio Quesada

Ya el 30 de noviembre de 1996, el municipio Alicantino de Crevillente le hizo entrega de la máxima distinción que otorga esta entidad, nombrándolo Hijo Adoptivo de la Villa. 46 entidades locales, nacionales e internacionales refrendaron la propuesta. Ese mismo año la Editorial Zocodover lanzó un libro en edición limitada sobre la ciudad de Toledo que contenía láminas de vistas y lugares emblemáticos de la ciudad realizadas por Julio del cual se lanzaron 871 ejemplares en 2 tomos.
Su obra es variada, pero es destacable su labor de retratista llegando a hacer más de diez mil retratos de médicos como el retrato del Doctor Mas Magro o el retrato del Doctor Fleming entre otros. También inmortalizó a importantes personalidades como el entonces Príncipe de Asturias Felipe de Borbón o el escultor Mariano Benlliure junto a su obra "Soplo de vida" que fue usada para la edición de correos de una serie de sellos denominado "Arte Español" emitida el 12 de septiembre de 1997 por el 50 aniversario de su muerte.

El 21 de julio de 1997, el pintor recibió el Trofeo Goya 95/96 concedido por la Asociación Española Amigos de Goya. La ceremonia fue presidida por la ministra de Justicia, Margarita Mariscal de Gante.
Es considerado uno de los mejores pintores a la acuarela del siglo XX y sus cuadros se encuentran en lugares tan importantes como la Tate Gallery de Londres o el Museo del Louvre de París. En 1999 fue inaugurado en Crevillente el Museo Monográfico Julio Quesada, que alberga parte de la obra y premios logrados por el artista durante toda su vida.
Julio Quesada padeció alzhéimer al final de su vida y falleció el 13 de junio de 2009 a los 90 años.

## Premios recibidos
Durante sus años de estudio en la Escuela de Artes y Oficios recibió varios premios extraordinarios en dibujo llegando a recibir una invitación del presidente de la república de España, Don Niceto Alcalá Zamora, expresándole su deseo de ser retratado por él.
Recibió otros premios gracias a su obra en acuarela de los que destacan:
- Premio "Juan de la Cierva" Ateneo de Madrid (1935)
- 1.er Premio Hispano-Portuguesa (1949)
- Medalla de Honor. Exposición Internacional de Ferrocarriles (1950/1958)
- Medalla de los salones de Otoño. Madrid
- Caballero de la Orden del Mérito Agrario, Pesquero y Alimentario. Ministerio de Agricultura (7/07/1960)
- Primer y tercer Ascesis en el Salón Nacional de Acuarela de Valencia.
- 1.er Premio del Salón Nacional. Bilbao.
- Medalla "Felipe Trigo" otorgada por el Ayuntamiento de Madrid.
- Distinción Honorífica UNICEF (1986)
- Premio Acuarela "Pintores de África" (1961)
- Premio Mejor Acuarelista. Correo del Arte (1986).
- Trofeo Goya 95/96. Ministerio de Cultura.
- Medalla "Pedro Pablo Rubens". Asociación Belgo-Hispánica (1997).
- Medalla de Oro de la Real Academia de Artes, Ciencias y Letras de París.
- Título de Hijo Adoptivo de la Villa de Crevillente

## Museo pintor Julio Quesada
En Crevillente (Alicante) se encuentra un museo dedicado a Julio Quesada Guilabert que, aunque nació en Madrid, desciende de una familia de esta localidad alicantina. El museo, lo gestiona desde 1999 Cooperativa Eléctrica San Francisco de Asís, empresa energética, y conserva alrededor de 200 obras de Julio Quesada, sobre todo acuarelas, pero también obras al óleo y plumillas, junto a una importante colección de otros autores como Rafael Requena, Ceferino Olivé, Manolo Lamadrid, Pastor Calpena, José Perezgil y Párraga.
Premio Internacional de Pintura Julio Quesada
Cooperativa Eléctrica San Francisco de Asís, a través del Museo Pintor Julio Quesada, organiza desde el año 2000, el Premio Internacional de Pintura Julio Quesada, durante estas ediciones han conseguido el galardón artistas de la talla de Salvador Gómez, Jorge Cerdá Girones o Guillermo Serrano.
Web oficial Julio Quesada
Museo Julio Quesada
Cooperativa Eléctrica San Francisco de Asís

## Obras dedicadas
- Pintando Paisajes a la acuarela. (1990) Ed. Parramón[1]
- Toledo: Quesada (1996) Ed. Zocodover
- Quesada: Pinturas 1949-1997 (1997) Palacio Gravina, Alicante
- Julio Quesada Guilabert: Su vida y su obra (1999) Cooperativa Eléctrica San Francisco de Asís.
- Pintores Alicantinos 1900-2000 (2000) por Adrián Espí.
- Quesada: Pinturas (2004) MUBAG y Diputación de Alicante con textos de Jesús Rodríguez.
- 30 años de acuarelas festeras de Julio Quesada (2007) Asociación de fiestas de Moros y Cristianos San Francisco de Asís junto a Diputación de Alicante y Ayto. de Crevillente.